# Lista siturilor arheologice din județul Tulcea - H
Lista siturilor arheologice din județul Tulcea - H conține toate siturile arheologice din județul Tulcea înscrise în Repertoriul Arheologic Național (RAN) și aflate în localități al căror nume începe cu litera H. RAN este administrat de Ministerul Culturii și Patrimoniului Național și cuprinde date științifice, cartografice, topografice, imagini și planuri, precum și orice alte informații privitoare la zonele cu potențial arheologic, studiate sau nu, încă existente sau dispărute.
Puteți căuta un sit din localitățile care încep cu litera H folosind formularul de mai jos sau puteți naviga prin toate siturile din județ la Lista siturilor arheologice din județul Tulcea.
| Cod RAN                                | Denumire | Localitate                      | Adresă   | Datare      | Descoperit | Coordonate | Imagine           | Erori            |
| -------------------------------------- | --- | ------------------------------- | -------- | ----------- | ---------- | ---------- | ----------------- | ---------------- |
| 160485.01.01 (Cod LMI: TL-I-s-B-05796) | Așezarea medievală de la Hamcearca / ansamblu anonim (Categorie: locuire civilă) (Tip: Așezare)                          | sat Hamcearca, comuna Hamcearca |          |             |            |            | Încărcați imagine | Raportați eroare |
| 160537.01.01 (Cod LMI: TL-I-s-B-05797) | Situl arheologic de la Horia / ansamblu anonim (Categorie: locuire civilă) (Tip: Așezare)                                | sat Horia, comuna Horia         |          | geto-dacică |            |            | Încărcați imagine | Raportați eroare |
| 160537.01.02 (Cod LMI: TL-I-s-B-05797) | Situl arheologic de la Horia / ansamblu anonim (Categorie: locuire civilă) (Tip: Mormânt)                                | sat Horia, comuna Horia         |          |             |            |            | Încărcați imagine | Raportați eroare |
| 160537.02.01 (Cod LMI: TL-I-s-B-05798) | Așezarea romană de la Horia - "La Baraj" / ansamblu anonim(Muchea lui Găzaru) (Categorie: locuire civilă) (Tip: Așezare) | sat Horia, comuna Horia         | La Baraj | sec. II     |            |            | Încărcați imagine | Raportați eroare |